# Джове
Джове (итал. Giove) — коммуна в Италии, располагается в регионе Умбрия, в провинции Терни.
Население составляет 1892 человека (2008 г.), плотность населения составляет 125 чел./км². Занимает площадь 15 км². Почтовый индекс — 5024. Телефонный код — 0744.
Покровителем коммуны почитается святой Иоанн Креститель, празднование 24 июня.

## Демография
Динамика населения:

## Администрация коммуны
- Официальный сайт: http://www.comune.giove.tr.it/